# Haasiella venustissima
Haasiella venustissima är en svampart som först beskrevs av Elias Fries, och fick sitt nu gällande namn av Kotl. & Pouzar 1966. Enligt Catalogue of Life ingår Haasiella venustissima i släktet Haasiella,  och familjen Tricholomataceae, men enligt Dyntaxa är tillhörigheten istället släktet Haasiella,  och familjen Hygrophoraceae. Arten är reproducerande i Sverige. Inga underarter finns listade i Catalogue of Life.